# Intel
Intel Corporation (krajše Intel) je ameriško tehnološko podjetje in drugi največji svetovni izdelovalec polprevodnikov s sedežem v Santa Clari, Kalifornija. Podjetje je bilo ustanovljeno 18. julija 1968 kot N M Electronics, konec istega meseca pa se je preimenovalo v Integrated Electronics Corporation. Prvi mikroprocesor je Intel izdelal leta 1971, a so ti postali glavni poslovni segment podjetja šele z vzponom osebnih računalnikov. Intel proizvaja tudi čipovja matičnih plošč, mrežne kartice, bliskovni pomnilnik, grafične enote in drugo strojno opremo.

## Zgodovina

### SRAM in mikroprocesor
Intel je v 1970-ih predvsem izdeloval integrirana vezja, DRAM, SRAM in ROM. Sočasno so inženirji podjetja Marcian Hoff, Federico Faggin, Stanley Mazor in Masatoshi Shima izumili Intelov prvi mikroprocesor 4004. Procesor je bil prvotno namenjen kot zamenjava za integrirana vezja v kalkulatorju japonskega podjetja Busicom, širšemu trgu pa je bil predstavljen 15. novembra 1971.

### Osredotočenje na mikroprocesorje
Z začetkom vzpona osebnih računalnikov leta 1983 je Intelov dobiček od proizvodnje DRAM-a upadal zaradi mnogih drugih japonskih proizvajalcev. Takratšnji predsednik Intela Andy Grove se je odločil, da bo proizvodni proces podjetja osredotočil na mikroprocesorje. Glavni element njegovega načrta je bil postati edini proizvajalec, ki bi izdeloval naslednike procesorja 8086, zato je prenehal z licenciranjem dizajnov čipov konkurenčnim podjetjem kot so IBM in AMD. S kasnejšim naglim vzponom PC industrije v poznih 1980-ih in 1990-ih je podjetje tako preseglo dobiček v višini ene milijarde ameriških dolarjev.

### Intel x86 in IBM PC
Čeprav so mikroprocesorji postali zelo pomembni, modeli 4004, 8008 in 8080 nikoli niso bili glavni vir dobička podjetja. Z naslednjim procesorjem 8086, dokončanim leta 1978 je Intel želel dobiti največje število kupcev za procesor. Glavna zmaga v strategiji je bil IBM PC, v katerem je procesor bil uporabljen.
IBM je svoj PC predstavil leta 1981, leto kasneje (1982) pa je Intel predstavil procesor 80286. Compaq, konkurent IBM-u je hitrejši 80286 uporabil v svojem računalniku, kmalu zatem pa je sledil sistem s še hitrejšim modelom 80386. Compaq je s tem »premagal« IBM in ustvaril konkurenčen trg v PC industriji.
Leta 1975 je Intel začel razvijati napreden 32-bitni mikroprocesor iAPX 432, ki je bil predstavljen leta 1981. iAPX 432 na trgu ni uspel, saj ni dosegal zmogljivostnih ciljev. Intel je zato vse svoje prihodnje x86 procesorje razširil na 32-bitno arhitekturo.

#### 386, 486, Pentium in Itanium
Andy Grove je v času razvoja procesorja 386 zaprl večino proizvodnje DRAM čipov in proizvodnjo usmeril v mikroprocesorje. Procesor 386 (znan tudi kot 80386 ali i386) so proizvajali v treh geografsko oddaljenih mestih: Santa Clara, Kalifornija; Hillsboro, Oregon in Chandler, Arizona. Izdelave procesorja podjetje ni licenciralo drugim proizvajalcem kot je AMD, temveč je svojim kupcem s tremi tovarnami zagotovil dosledno proizvodnjo procesorjev brez napak. AMD je zaradi tega tožil Intel, dobil več milijonov dolarjev zaradi povzročene škode in začel razvijati svojo procesorsko arhitekturo. Compaqov računalnik Deskpro 386 s procesorjem 386 je doživel izjemen uspeh, Intelov dobiček zaradi tega pa je pospešil razvoj visokozmogljivih procesorjev in tovarn, kar je Intel pripeljalo v nevprašljivo vodstvo pred vsemi drugimi proizvajalci mikroprocesorjev.
Intel je procesor 486, znan tudi kot 80486 ali i486 predstavil leta 1989. Leta 1990 je podjetje sestavilo dodatno dizajnersko ekipo (skupaj so imeli dve ekipi), ki je vzporedno načrtovala in oblikovala procesorja P5 in P6. Glavni cilj je bil izdati nov procesor vsaki dve leti in ne na vsake štiri ali več let, kot je to trajalo za prejšnje modele. Inženirja Vinod Dham in Rajeev Chandrasekhar sta bila najpomembnejša pri izdelavi modela 486 in kasneje modela Pentium. P5 je bil predstavljen leta 1993 kot Intel Pentium, P6 pa leta 1995 kot Pentium Pro. Izboljšava P6 je sledila leta 1997 kot Pentium II. Nove procesorske arhitekture so izmenjujoče razvijali v Santa Clari, Kalifornija in Hillsboru, Oregon.
Ekipa v Santa Clari je leta 1993 začela z razvojem naslednika 32-bitne arhitekture x86 pod kodnim imenom P7. Leto kasneje so projekt opustili, vendar so ga inženirji podjetja Hewlett-Packard ponovno oživeli. Arhitekturo Itanium so predstavili junija 2001, 8 let po začetku projekta. V primerjavi z AMD-jevo arhitekturo x86-64 (64-bitna implementacija 32-bitne x86) so procesorji, temelječ na Itanium tehnologiji operacije opravljali slabše, zato niso nikoli postali tekmec AMD-ju. Intel še danes uporablja AMD-jevo licenco za arhitekturo x86-64, le pod drugim imenom (Intel 64).

#### Napaka v Pentium P5 modelih
Junija 1994 so Intelovi inženirji v enoti za računanje s plavajočo vejico Pentiuma P5 odkrili napako. V določenih pogojih odvisnih od vnešenih parametrov, so bili rezultati deljenja s plavajočo vejico napačni (števke po 5. ali 6. decimalnem mestu so bile napačne). 
4 mesece kasneje je napako odkril Thomas Nicely, profesor matematike na Lynchburg College. Profesor je Intel kontaktiral glede napake, vendar ni dobil odgovora. Zato je svoje odkritje objavil na internetu, ki se je hitro razširilo do industrijskih medijev. Napaka je bila preprosta, uporabnik jo je lahko preizkusil sam z vnosom specifičnih števil v kalkulator na računalniku. V času ameriškega praznika Thanksgiving je The New York Times objavil novico o napaki. Intel je šele takrat javno priznal napako in začel z brezplačno zamenjavo defektnih procesorjev, to pa je povzročilo za 475 milijonov ameriških dolarjev manjši dobiček.

#### Meltdown, Spectre: varnostne napake v letu 2018
Januarja 2018 so raziskovalci odkrili dve kritični napaki v vseh Intelovih procesorjih, narejenih od leta 1995 naprej (razen Intel Itanium in Intel Atom pred 2013). Napaki so poimenovali Meltdown in Spectre.
Popravki za obe napaki naj bi uporabnikov računalnik upočasnili, vendar je upočasnitev odvisna od operacij, ki jih uporabnik opravlja. Upočasnitev naj bi bila posebej vidna na starejših računalnikih, na novejših procesorjih (2016 in novejše) pa naj bi znašala nekaj procentov.

### Solid-state drives (SSD-ji)
Intel je leta 2008 začel s prodajo SSD-jev. Tako kot pri procesorjih tudi pri svojih SSD-jih razvijajo čipe s čim manjšim nanometrskim procesom. Diski uporabljajo industrijske standarde kot so NAND flash, mSATA, PCIe in NVMe. Leta 2017 so v sodelovanju z Micron Technology predstavili svoje Optane SSD-je, ki temeljijo na 3D XPoint tehnologiji.

## Zgodovina Intelovih procesorjev

### 4-bitni procesorji

#### Intel 4004
Intel 4004, izdelan v letu 1971 je bil prvi komercialni mikroprocesor. 4004 je bil nameščen na silicijska vrata tehnologije PMOS debeline 10 μm in je lahko izvajal skoraj 60.000 operacij na sekundo. Prvi računalnik s štiribitnim Intelovim mikroprocesorjem 4040 so sestavili že med letoma 1973 in 1974. Programiranje brez zaslona in tipkovnice je bilo izjemno zahtevno: s stikali so morali najprej vnesti program za povezavo računalnika z napravo za branje podatkov s papirnatega traku, nato pa več ur čakati, da je računalnik prebral operacijski sistem. Nemalokrat je bralna naprava preskočila del traku in postopek je bilo treba v celoti ponoviti.

#### Intel 4040
Intel 4040 je bil naslednik procesorja 4004. Predstavljen je bil leta 1974 in je deloval na taktu 740 kHz (za primerjavo: današnji Intelovi procesorji za osebne računalnike delujejo na taktih blizu 3 GHz (3.000.000 kHz)). Imel je 3.000 tranzistorjev, velikost spomina je bila povečana iz 4 kB na 8 kB. Velikost predpomnilnika je znašala 640 bajtov.

### 8-bitni procesorji

#### Intel 8008
Intel 8008 je bil prvi 8-bitni mikroprocesor, od modela 4004 pa se arhitekturno močno razlikuje. Izdelan je bil leta 1972 in je v določenih primerih bil počasnejši kot 4004, vendar so arhitekturne spremembe (8 bitov, bolj učinkovite operacije) pripomogle k splošno hitrejšem izvajanju operacij. Podpiral je 16 kB spomina in je imel 3.500 tranzistorjev (500 več kot 4004).

#### Intel 8080
Projekt je vodil Federico Faggin, ki je delal že pri prvem projektu. Procesor je bil dokončan leta 1974.  Intel 8080 je ustvaril trg z microprocesorji. 8080 se ni arhitekturno razlikoval od 8008, vendar je imel mnogo izboljšav. Maksimalni spomin je bil razširjen na 64 kB.

#### Intel 8085
Intel 8085, prvi 5-voltni mikroprocesor je bil naslednik zelo uspešnega modela 8080, dobil pa je tudi mnoge tehnološke izboljšave. 

### 16-bitni procesorji

#### Intel 8086
Okoli let 1978-1979 se je Intel odločil za naslednji korak in izdelal prvi 16-bitni procesor. Projekt je vodil Bill Pohlman. Procesor 8086 je imel 29.000 tranzistorjev (Intel Pentium 4 jih ima 40.000.000). IBM se je odločil, da ga uporabi v svojih računalniških sistemih.

#### Intel 8088
Tudi ta je eden izmed prvih procesorjev, ki so bili vgrajeni v osebne računalnike IBM.  Narejen je bil leta 1979, in je bil nekakšna izboljšava predhodnega modela 8086. Tako kot njegov predhodnik je tudi ta imel 29.000 tranzistorjev. Leta 1981 so naredili klona teh dveh procesorjev, vendar je klon bil 30 % počasnejši, kot so pričakovali. Tudi po drugih lastnostih ni veliko odstopal od 8086. 

#### Intel 80186
Zasnovali so ga leta 1980. Kupec je lahko izbiral med 8- ali 16-bitno verzijo, odvisno od potreb posameznika. Procesor je imel delovni takt 6 MHz. Različica 80188 je imela 8-bitno podatkovno vodilo.

#### Intel 80286
Procesor 80286 je Intel predstavil 2. februarja 1982. Delovni takt je znašal od 6 MHz do 25 MHz, podatkovno vodilo je bilo 16-bitno, naslovno vodilo pa 24-bitno. Procesor je lahko za delovanje uporabljal 16 MB spomina, od prvega 16-bitnega modela (8086) pa je bil 3× do 6× hitrejši.

## Partnerstvo z Applom
6. junija 2005 je Applov direktor Steve Jobs naznanil, da Apple želi narediti prehod iz dolgo priljubljenega PowerPC-ja na Intel x86, ker PowerPC ni zadostoval Applovim potrebam. Prvi Applov računalnik, ki bi vseboval Intelov CPE je bil napovedan 10. januarja 2006. Apple je planiral, da bo uspel do konca 2007 vstaviti vse Intelove čipe in kasneje se je izkazalo, da je bilo to doseženo do konca leta 2006.